# Бутырка-блог
«Бутырка-блог» — дневник арестованного предпринимателя Алексея Козлова, начатый им во время его почти двухлетнего пребывания в Бутырском следственном изоляторе и получивший известность после опубликования в интернете с помощью его жены и соавтора, журналистки Ольги Романовой.
В 2010 году напечатан издательством АСТ как книга «Бутырка», автор — Ольга Романова, с аннотацией: «это документальные дневники двоих: мужа, арестованного летом 2008 года, и жены, неожиданно оставшейся наедине с огромными проблемами — криминальными, кредитными и моральными».

## Авторы
- Алексей Козлов — до своего ареста российский миллионер (состояние около 10 млн долл.). Закончил два университета (Москва и США), по образованию финансист. 12 лет работал в банковской системе, закончив свою банковскую карьеру на посту первого вице-президента крупного банка. Заработанные средства вложил в девелоперский бизнес на волне подъёма строительства, занимался строительством офисных зданий[2]. Не поделил «со старшим партнёром свою долю в бизнесе», в результате чего летом 2007 года был арестован и в марте 2009 года осуждён на 8 лет по части 4 ст. 159 (мошенничество), ст. 30 — ст. 174.1 (покушение на легализацию или отмывание денежных средств)[3], по словам самого Козлова, «две самые популярные и „удобные“ статьи УК, по которым уже арестованы и осуждены тысячи российских бизнесменов»[4]. После почти 2-х лет в Бутырской тюрьме Козлов был переведён в исправительную колонию общего режима № 3 в Тамбовской области, а в октябре 2010 года переведён в колонию-поселение в город Губаха Пермского края. В сентябре 2011 года Верховный суд РФ отменил обвинительный приговор Козлову в связи с нарушением принципа презумпции невиновности и направил дело на новое рассмотрение[5]. Вскоре Алексей Козлов был освобождён из-под стражи[6].
- Романова, Ольга Евгеньевна (р. 1966), супруга Козлова, журналист и телеведущая, дважды лауреат ТЭФИ, профессор Высшей школы экономики, в прошлом главный редактор российской версии журнала BusinessWeek — составитель «Бутырка-блога» и автор некоторых постов «от лица жены», заполняющих лакуны повествования. С января 2009 по апрель 2010 года работала в Slon.ru редактором отдела блогов, что способствовало публикации дневника. Мать двоих детей.

### Дело Козлова
В «Бутырка-блоге» рассказчики почти не рассказывают о сути дела, приведшего к аресту и заключения Козлова, упоминая лишь некоторые детали и давая общую характеристику делу, как экономическому. Это проистекает из «бытописательской» темы дневника. Также не упоминаются конкретные фамилии. Суть дела видна по сторонним публикациям. Так, в сентябре 2010 года «Газета.ру» пишет, что «журналистка Ольга Романова подала в Генпрокуратуру жалобу, в которой заявила, что уголовное дело против её мужа Алексея Козлова было сфабриковано по указанию экс-сенатора Владимира Слуцкера».
Согласно интервью Ольги Романовой: «Слуцкер и Козлов в 2006 году были деловыми партнёрами. Козлов возглавлял фирму „Финвест“, совладельцем которой был Слуцкер, а в 2007 году решил выйти из этого бизнеса, забрав причитающуюся ему долю. (…) Когда он сообщил об этом Слуцкеру, тот пообещал „закатать мужа в асфальт“, а летом 2007 года Козлова арестовали по обвинению в мошенничестве. В обвинительном заключении говорилось, что в 2007 году Козлов с помощью поддельных документов перевёл более 600 тысяч акций ОАО „Искож“ на счета офшорной компании „Карнавон Лимитед“, а затем собирался перепродать их». В своём интервью «Независимой газете» Романова также выдвигает несколько версий того, что могло послужить поводом для «наезда» на её мужа, также она рассказывает об отношениях Козлова и Слуцкера.

## Публикации
Дневник был начат 25 августа 2008 года, почти через месяц после ареста. Первая публикация дневника в интернете — на сайте Slon.ru, датируется 30 мая 2009 года. Некоторое время автору удавалось сохранять анонимность и публиковаться как Александр N. После того, как на публикации обратила внимание не только сетевая общественность, но и власти, Козлов был «разоблачён», и это отразилось на условиях его дальнейшего заключения.
С 27 мая 2010 года публикации раздвоились и продолжились также и на сайте Forbes.ru: после нескольких постов Козлова постепенно «Бутырка-блог» стал коллективным, здесь публикуются осуждённые предприниматели, их родственники, юристы, журналисты. Опубликованы посты предпринимателя Павла Подкорытова (бывшего корпоративного директора корпорации «Уралинвестэнерго», арестован в 2005 году, заключён в СИЗО города Екатеринбурга), Сергея Бобылева (генерального директора фирмы «Санрайз», находился в «Матросской Тишине») и проч. Публикации на сайте Slon.ru, тем не менее, продолжаются в обычном режиме.
С 13 января 2010 года Ольга Романова ведёт в «Новой Газете» рубрику под названием «Зона Ольги Романовой», в которой продолжает тему, намеченную в «женских» постах «Бутырка-блога», рассказывая об участи и проблемы жён заключённых (как своих, так и знакомых).
В 2010 году блог напечатан издательством АСТ как книга «Бутырка», автор — Ольга Романова.

### Содержание
«Автор подробно описывает свой арест, быт заключённых, тарифы на получение в тюрьме разнообразных услуг и поблажек, даёт информацию, добытую в беседах с другими заключёнными. Читать интересно — и страшно. Описание беззаконий и несообразностей в ведении дела поражает гораздо меньше, чем, скажем, цифры: оказывается, за возможность „сидеть нормально“, то есть с передачами и запрещёнными вещами, сокамерникам приходится скидываться по 300 тыс. рублей в месяц с носа, и такса неуклонно повышается. Затем начинаешь задумываться об общественных импликациях происходящего. Вот цитата: „Я не встретил в тюрьме ни одного бизнесмена, который изъявил бы желание продолжать заниматься бизнесом в России, выйдя из тюрьмы. Мысли у всех одни: продать всё, что осталось, и начать с нуля где-нибудь в более благоприятном для ведения дел месте — хоть на Украине, хоть в Грузии, но только не в России“».

## Отклики
В апреле 2010 года «Бутырка-блог» победил в международном конкурсе The Best of Blogs, который проводит медиакомпания Deutsche Welle, в категории «Лучший русскоязычный блог по версии читателей».
«Частный корреспондент» упоминает «Бутырка-блог» в числе онлайн-дневников, которые превратили этот жанр из маргинального феномена в значимое явление российского информационного пространства. «Русский репортёр» характеризует его так: «это блог, который вёл из тюрьмы бизнесмен, арестованный по сфабрикованному заказному делу; он максимально воздерживается от каких бы то ни было рассуждений и просто свидетельствует» и опубликованную книгу «Бутырка» в обзоре ярмарки Non/fiction причисляет к рубрике «Биография и мемуары». В сентябре 2010 года «Русский репортёр» пишет, что «для многих опрошенных нами экспертов событием года стал „Бутырка-блог“». «Русский Newsweek» в мае 2010 года посвятил Козлову статью с подзаголовком «Как самый известный российский тюремный интернет-дневник изменил жизнь осуждённого, его жены и их колонии». Журнал «Огонёк» назвал его «хитом рунета в этом году». СМИ использовали описанные Козловым реалии быта и антисанитарию Бутырки для воссоздания ситуации, приведшей к гибели юриста Сергея Магницкого в той же тюрьме. Проект «Соль» ставит «Бутырка-блог» в один ряд с такими книгами, как «Неэлектронные письма» (2008 год, автор — финансовый директор компании СОФЭКС Яна Яковлева, фигурант так называемого «дела химиков»); «Пряник» (1999 год, автор — военный журналист, «узник совести», обладатель премии «Репортёры без границ» Григорий Пасько); «По тюрьмам» (2004 год, автор — политик и писатель Эдуард Лимонов).